# 1396
| 1396               |
| ------------------ |
| Dødsfald - Fødsler |
|                    |

| Gregoriansk kalender | 1396 MCCCXCVI           |
| Ab urbe condita      | 2149                    |
| Armensk kalender     | 845 ԹՎ ՊԽԵ              |
| Kinesiske kalender   | 4092 – 4093 乙亥 – 丙子 |
| Etiopisk kalender    | 1388 – 1389             |
| Jødisk kalender      | 5156 – 5157             |
| Hindukalendere       |                         |
| - Vikram Samvat      | 1451 – 1452             |
| - Shaka Samvat       | 1318 – 1319             |
| - Kali Yuga          | 4497 – 4498             |
| Iransk kalender      | 774 – 775               |
| Islamisk kalender    | 798 – 799               |

Regent i Danmark: Margrete 1. 1387-1412 og formelt Erik 7. af Pommern 1396-1439
Se også 1396 (tal)

## Begivenheder
- Dronning Margrete 1. får sin fostersøn (adoptivsøn) Erik (den senere Erik af Pommern), hyldet som konge af Danmark og Norge og senere af Sverige.